# ستيف باترسون
ستيف باترسون (بالإنجليزية: Steve Patterson)‏ هو مسير رياضي أمريكي، ولد في 1958 في بيفر دام في الولايات المتحدة.